# Sergio Mattarella
Sergio Mattarella (Palermo, 23 juli 1941) is een Italiaans politicus, advocaat en rechter. Hij werd op 3 februari 2015 president van Italië. Van 1983 tot 2008 was hij parlementslid, van 1999 tot 2001 minister van Defensie en van 1989 tot 1990 minister van Onderwijs. In 2011 werd hij verkozen tot rechter van het Italiaans Grondwettelijk Hof. Op 31 januari 2015 werd hij door het parlement verkozen tot de twaalfde president van de Italiaanse Republiek en daarmee de eerste Siciliaan in deze functie. Bij de presidentsverkiezingen van 2022 werd hij voor een tweede termijn gekozen.

## Jeugd
Mattarella werd in Palermo geboren in een prominente Siciliaanse familie. Zijn vader Bernardo Mattarella was een antifascist die samen met Alcide De Gasperi en andere prominente katholieke politici de Democrazia Cristiana hielp oprichten. Deze partij domineerde de Italiaanse politiek bijna vijftig jaar en vader Bernardo Mattarella was meerdere malen minister. Sergio's oudere broer Piersanti Mattarella was ook actief bij de DC en was van 1978 tot 1980 president van Sicilië. In 1980 werd Piersanti vermoord door de Siciliaanse maffia.
Tijdens zijn jeugd was Mattarella lid van "Azione Cattolica", een brede katholieke lekenvereniging. In 1964 voltooide hij zijn rechtenstudie aan de Universiteit Sapienza Rome en enkele jaren later begon hij het vak parlementaire procedure te onderwijzen aan de Universiteit van Palermo, bij professor Virga.

## Politieke carrière
Na de moord op zijn broer Piersanti door de maffia, besloot Mattarella in de politiek te stappen en in 1983 werd hij voor de DC verkozen tot lid van de Kamer van Afgevaardigden. Hij behoorde er tot de linkse groep binnen de DC die een regering wilde vormen met de Italiaanse Communistische Partij van Enrico Berlinguer. In 1984 werd hij door de secretaris van de DC, Ciriaco De Mita, belast met de opdracht om de Siciliaanse factie van de DC "schoon te maken" van controle van de maffia in een periode dat mannen van de Cosa nostra, zoals Salvo Lima en Vito Ciancimito, machtige politieke figuren waren. In 1985 hielp Mattarella de jonge advocaat Leoluca Orlando, die tijdens het presidentschap van zijn broer Piersanti met hem werkte, om de nieuwe burgemeester van Palermo te worden.
In de regeringen van DC'ers Giovanni Goria (1987-1988) en Ciriaco De Mita (1988-1989) was hij minister van Parlementaire Zaken, waarna hij in 1989 minister van Onderwijs werd in de zesde regering van Giulio Andreotti. Toen het parlement in 1990 een wetsvoorstel om de mediasector in Italië te liberaliseren verwierp omdat de parlementsleden het zagen als een gunst aan mediamagnaat Silvio Berlusconi, werd zijn ministerspositie echter ondermijnd.
In 1990 nam hij ontslag als minister van Onderwijs om vicesecretaris van de DC te worden. Vervolgens werd hij in 1992 de directeur van "Il Popolo", de officiële partijkrant van de DC. Na het Italiaanse referendum van 1993 schetste hij een electorale wet in Italië.
In 1994 werd de DC opgedoekt nadat de partij betrokken bleek te zijn bij verschillende corruptieschandalen. Vervolgens richtte hij samen met Mino Martinazzoli de Partito Popolare Italiano op, waarbij meerdere voormalige DC'ers zich aansloten. Martinazzoli werd de partijvoorzitter van de PPI, maar nadat de partij bij de parlementsverkiezingen van 1994 een slecht resultaat had, trad die af. Zijn opvolger als partijvoorzitter werd Rocco Buttiglione, die graag een alliantie wou sluiten met de Forza Italia van Silvio Berlusconi. Mattarella wilde dat niet en het kwam tot een intern dispuut binnen de PPI. Vervolgens nam hij, uit oppositie voor de politiek van Buttiglione, ontslag als directeur van "Il Popolo".
Mattarella was een van de eerste voorstanders van de econoom Romano Prodi aan het hoofd van de centrumlinkse coalitie, de zogenaamde Olijfboomcoalitie bij de parlementsverkiezingen van 1996. Nadat de Olijfboomcoalitie een grote overwinning behaalde, werd Mattarella benoemd tot fractievoorzitter van de PPI. Toen in 1998 de regering-Prodi viel, werd hij in de regering van Massimo D'Alema vicepremier en minister van Defensie. In deze functie ondersteunde hij de interventie van de NAVO in Joegoslavië tegen de Servische president Slobodan Milošević en hij keurde ook de hervormingen van het Italiaanse leger goed door de dienstplicht af te schaffen. Nadat D'Alema in 2000 aftrad, werd Mattarella in de regering van Giuliano Amato opnieuw minister van Defensie en dit tot in 2001.
In oktober 2000 trad de PPI met andere centristische partijen toe tot de alliantie La Margherita die in maart 2002 fuseerde tot een partij. In 2001 en 2006 werd hij herkozen in de Italiaanse Kamer als kandidaat voor La Margherita in de twee opvolgende centrumlinkse coalities L'Ulivo en L'Unione.
In 2007 was hij een van de oprichters van de Democratische Partij, een grote centrumlinkse partij, gevormd uit een mengeling van linkse en centristische partijen die nog deel hadden uitgemaakt van L'Ulivo, waaronder La Margherita en Democratici di Sinistra.
Op 5 oktober 2011 werd hij met 572 stemmen door het Italiaanse parlement verkozen tot rechter van het Grondwettelijk Hof. Op 11 oktober 2011 werd hij ingezworen en hij bleef rechter totdat hij president van Italië werd.

## President van Italië

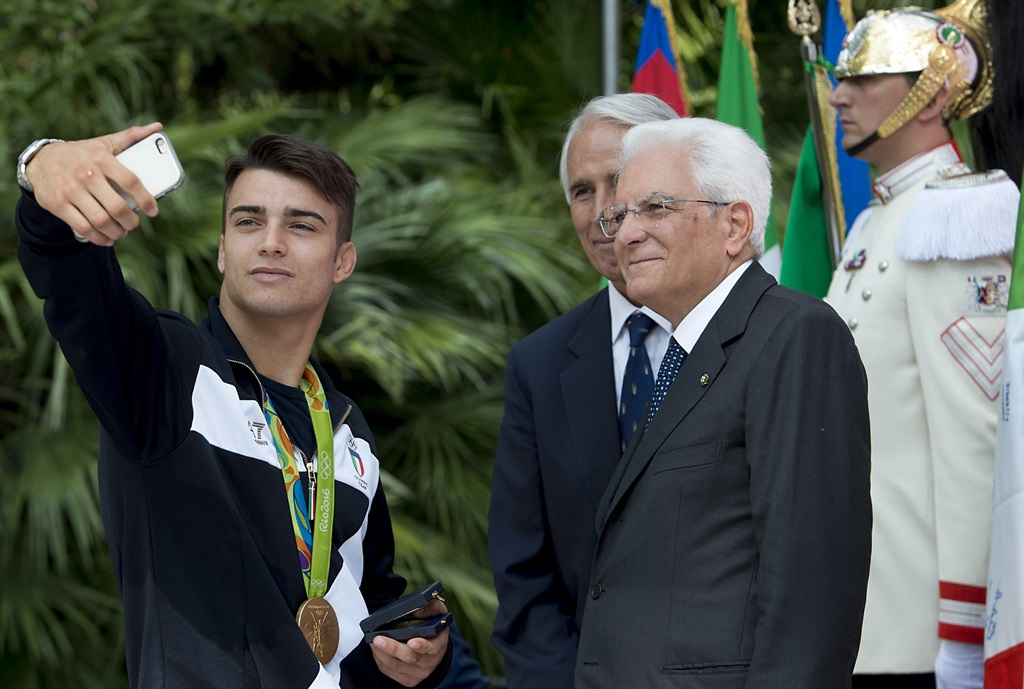
Sergio Mattarella (r) met judoka Fabio Basile (2016)

Op 31 januari 2015 werd Mattarella door het Italiaanse Parlement verkozen tot president van de Italiaanse Republiek met 665 van de 1009 stemmen. Hij werd gesteund door de Democratische Partij, Nieuw Centrumrechts en Sinistra Ecologia Libertà. Als presidentskandidaat werd Mattarella door premier Matteo Renzi voorgedragen. Hij volgde Giorgio Napolitano op, die negen jaar president was. De volgende premier onder zijn presidentschap was Paolo Gentiloni. In mei 2018 dwarsboomde Mattarella de vorming van een kabinet van de Vijfsterrenbeweging en Lega Nord door zijn veto uit te spreken over de eurosceptische kandidaat-minister van Financiën Paolo Savona, hetgeen een uitzonderlijke actie was. Hierop gaf kandidaat-premier Giuseppe Conte zijn opdracht terug en werd de vorming van een zakenkabinet onder leiding van Carlo Cottarelli onderzocht. Daartoe kwam het echter niet omdat de twee partijen tot een nieuw akkoord kwamen over de vorming van een kabinet, met een andere kandidaat als minister van Financiën en Savona als minister voor Europese Zaken. Mattarella stemde daarop in met de voorgestelde ministersploeg. Op 1 juni 2018 werd het kabinet-Conte geïnstalleerd.
In 2022 gaf Matterella aan niet beschikbaar te zijn voor een tweede termijn. Toen geen andere kandidaat de benodigde steun wist te vergaren, deed de coalitie wederom een beroep op hem, en stelde hij zich uiteindelijk nogmaals kandidaat en werd hij in de achtste ronde gekozen met meer dan 75% van de stemmen.
Van 9 november t/m 11 november 2022 bracht hij samen met zijn dochter Laura een staatsbezoek aan Nederland waarbij hij de steden Amsterdam, ´s-Gravenhage alsmede Heerlen en Maastricht aandeed.

## Persoonlijk
Hij was gehuwd met Marisa Chiazzese, die in 2012 overleed. Uit het huwelijk werden een dochter en twee zonen geboren waarbij zijn dochter de rol vervult van first lady van Italië. 
Alcide De Gasperi (staatshoofd) · Enrico De Nicola · Luigi Einaudi · Giovanni Gronchi · Antonio Segni · Giuseppe Saragat · Giovanni Leone · Sandro Pertini · Francesco Cossiga · Oscar Luigi Scalfaro · Carlo Azeglio Ciampi · Giorgio Napolitano · Sergio Mattarella
- Gemeinsame Normdatei: 1070597058
- International Standard Name Identifier: 0000 0003 7444 7991
- Library of Congress Control Number: n2008065595
- Nationale Bibliotheek van Polen: a0000003369371
- Istituto Centrale per il Catalogo Unico: PALV006797
- Système universitaire de documentation: 125351380
- Virtual International Authority File: 11784089
- WorldCat: E39PBJmTtDYycgx4yqdr3Gdfbd